# Ringer-Europameisterschaften 2010
Die Ringer-Europameisterschaften 2010 wurden vom 12. April bis zum 18. April in Baku in Aserbaidschan ausgetragen. Gerungen wird in den Stilarten griechisch-römisch (Greco) der Herren, Freistil der Herren und Freistil der Damen. In jeder Stilart werden Medaillen in sieben Gewichtsklassen vergeben.
Im Vorfeld gab es Befürchtungen, Armenien könnte dem Turnier fernbleiben, nachdem Aserbaidschan nicht bei einem Turnier in Jerewan angetreten war. Die beiden Ländern sind seit längerem wegen des Territoriums Bergkarabach zerstritten. Tatsächlich zog Armenien den Boykott im April schließlich durch und startete nicht bei den kontinentalen Titelkämpfen in Baku.

## Zeitplan
- Montag, 12.04.2010
  - 17:30 – 19:00 Uhr: Wiegen / Medizinische Kontrolle Kategorie 55-66-84-120 kg Freistil
- Dienstag, 13.04.2010
  - 13:00 – 19:00 Uhr: Qualifikations- und Hoffnungsrunden Kategorie 55-66-84-120 kg Freistil
  - 17:30 – 19:00 Uhr: Wiegen / Medizinische Kontrolle Kategorie 60-74-96 kg Freistil
  - 19:00 – 19:30 Uhr: Offizielle Eröffnung
  - 19:30 – 21:30 Uhr: Finals Kategorie 55-66-84-120 kg Freistil
- Mittwoch, 14.04.2010
  - 13:00 – 19:00 Uhr: Qualifikations- und Hoffnungsrunden Kategorie 60-74-96 kg Freistil
  - 17:30 – 19:00 Uhr: Wiegen / Medizinische Kontrolle Kategorie 51-59-67 kg Frauen
  - 19:30 – 21:30 Uhr: Finals Kategorie 60-74-96 kg Freistil
- Donnerstag, 15.04.2010
  - 13:00 – 19:00 Uhr: Qualifikations- und Hoffnungsrunden Kategorie 51-59-67 kg Frauen
  - 17:30 – 19:00 Uhr: Wiegen / Medizinische Kontrolle Kategorie 48-55-63-72 kg Frauen
  - 19:30 – 21:30 Uhr: Finals Kategorie 51-59-67 kg Frauen
- Freitag, 16.04.2010
  - 13:00 – 19:00 Uhr: Qualifikations- und Hoffnungsrunden Kategorie 48-55-63-72 kg Frauen
  - 17:30 – 19:00 Uhr: Wiegen / Medizinische Kontrolle Kategorie 55-60-66-74 kg griech.-röm. Stil
  - 19:30 – 21:30 Uhr: Finals Kategorie 48-55-63-72 kg Frauen
- Samstag, 17.04.2010
  - 13:00 – 19:00 Uhr: Qualifikations- und Hoffnungsrunden Kategorie 55-60-66-74 kg griech.-röm. Stil
  - 17:30 – 19:00 Uhr: Wiegen / Medizinische Kontrolle Kategorie 84-96-120 kg griech.-röm. Stil
  - 19:30 – 21:30 Uhr: Finals Kategorie 55-60-66-74 kg griech.-röm. Stil
- Sonntag, 18.04.2010
  - 13:00 – 19:00 Uhr: Qualifikations- und Hoffnungsrunden Kategorie 84-96-120 kg griech.-röm. Stil
  - 19:30 – 21:30 Uhr: Finals Kategorie 84-96-120 kg griech.-röm. Stil

## Titelverteidiger
Übersicht aller Europameister 2009:
| Kategorie | Greco                | Freistil                       | Frauen               |
| --------- | -------------------- | ------------------------------ | -------------------- |
| 1         | Jani Haapamäki       | Nariman Israpilow              | Mariya Stadnik       |
| 2         | Islambek Albijew     | Selimchan Chusseinow           | Jekaterina Krasnowa  |
| 3         | Ambako Watschadse    | Andrei Stadnik                 | Nataliya Sinişin     |
| 4         | Arsen Dschulfalakjan | Tschamsulwara Tschamsulwarajew | Johanna Mattsson     |
| 5         | Alexei Mischin       | Soslan Kzojew                  | Monika Michalik      |
| 6         | Aslanbek Chuschtow   | Chetag Gasjumow                | Kateryna Burmistrowa |
| 7         | Juri Patrikejew      | Ali Issajew                    | Stanka Slatewa       |

## Europameister 2010
Übersicht aller Europameister 2010:
| Kategorie | Greco               | Freistil          | Frauen                       |
| --------- | ------------------- | ----------------- | ---------------------------- |
| 1         | Elkin Alijew        | Machmud Magomedow | Lorissa Oorschak             |
| 2         | Hasan Alijew        | Opan Sat          | Sofia Mattsson               |
| 3         | Ambako Watschadse   | Jabrail Hasanow   | Anastasija Grigorjeva        |
| 4         | Aljaksandr Kikinjou | Denis Zargusch    | Sona Ahmadli                 |
| 5         | Nazmi Avluca        | Ansor Urischew    | Ljubow Michailowna Wolossowa |
| 6         | Aslanbek Chuschtow  | Chetag Gasjumow   | Nadeschda Semenzowa          |
| 7         | Rıza Kayaalp        | Biljal Machow     | Stanka Slatewa               |

## Freistil, Männer
Das Freistil-Turnier stellte sich wie im Vorjahr auf einen Zweikampf zwischen Russland und Aserbaidschan heraus. Im Gegensatz zur Europameisterschaft 2009 in Vilnius hatten diesmal wieder die Russen mehr Goldmedaillen gesammelt. Für die übrigen Nationen, allen voran Bulgarien, Georgien und die Türkei blieben Silber- und Bronzemedaillen. Bis auf Chetag Gasjumow aus Aserbaidschan gelang es keinem Athleten seinen 2009 gewonnenen Titel zu verteidigen.

### Ergebnisse

#### Kategorie bis 55 kg
| Platz | Land          | Sportler          |
| ----- | ------------- | ----------------- |
| 1     | Aserbaidschan | Machmud Magomedow |
| 2     | Bulgarien     | Radoslaw Welikow  |
| 3     | Russland      | Wiktor Lebedew    |
| 3     | Deutschland   | Marcel Ewald      |
| 5     | Rumänien      | Andrei Dukov      |
| 5     | Ukraine       | Juri Ledenow      |
|       |               |                   |
| 12    | Schweiz       | Urs Wild          |

Datum: April 2010

Titelverteidiger: Nariman Israpilow, Russland

Teilnehmer: 15

#### Kategorie bis 60 kg
| Platz | Land        | Sportler            |
| ----- | ----------- | ------------------- |
| 1     | Russland    | Opan Sat            |
| 2     | Georgien    | Malchats Tsarkuja   |
| 3     | Ukraine     | Wasil Fedorischin   |
| 3     | Moldau      | Andrei Perpeliță    |
| 5     | Belarus     | Aljaksandr Kantojeu |
| 5     | Finnland    | Jukka Hyytiäinen    |
|       |             |                     |
| 11    | Deutschland | Tim Schleicher      |

Datum: April 2010

Titelverteidiger: Selimchan Chusseinow, Aserbaidschan

Teilnehmer: 17

#### Kategorie bis 66 kg
| Platz | Land          | Sportler                |
| ----- | ------------- | ----------------------- |
| 1     | Aserbaidschan | Jabrail Hasanow         |
| 2     | Russland      | Magomedmurad Gadschijew |
| 3     | Georgien      | Otar Tuschischwili      |
| 3     | Polen         | Adam Sobieraj           |
| 5     | Moldau        | Wladimir Gotsijan       |
| 5     | Bulgarien     | Ismail Redtschep        |
|       |               |                         |
| 9     | Deutschland   | Saba Javad Bolaghi      |

Datum: April 2010

Titelverteidiger: Andrei Stadnik, Ukraine

Teilnehmer: 17

#### Kategorie bis 74 kg
| Platz | Land          | Sportler                       |
| ----- | ------------- | ------------------------------ |
| 1     | Russland      | Denis Zargusch                 |
| 2     | Bulgarien     | Kiril Tersiew                  |
| 3     | Türkei        | Batuhan Demircin               |
| 3     | Aserbaidschan | Tschamsulwara Tschamsulwarajew |
| 5     | Deutschland   | Georg Harth                    |
| 5     | Georgien      | Gela Saghiraschwili            |
| 7     | Schweiz       | Marco Riesen                   |
|       |               |                                |
| 18    | Österreich    | Philipp Crepaz                 |

Datum: April 2010

Titelverteidiger: Tschamsulwara Tschamsulwarajew, Aserbaidschan

Teilnehmer: 18

#### Kategorie bis 84 kg
| Platz | Land           | Sportler           |
| ----- | -------------- | ------------------ |
| 1     | Russland       | Ansor Urischew     |
| 2     | Aserbaidschan  | Scharif Scharifow  |
| 3     | Bulgarien      | Michail Ganew      |
| 3     | Rumänien       | Gheorghiță Ștefan  |
| 5     | Nordmazedonien | Dejan Bogdanov     |
| 5     | Italien        | Anthony Fasugba    |
|       |                |                    |
| 17    | Deutschland    | Peter Weisenberger |

Datum: April 2010

Titelverteidiger: Soslan Kzojew, Russland

Teilnehmer: 18

#### Kategorie bis 96 kg
| Platz | Land          | Sportler            |
| ----- | ------------- | ------------------- |
| 1     | Aserbaidschan | Chetag Gasjumow     |
| 2     | Georgien      | Georgi Gogschelidse |
| 3     | Türkei        | Serhat Balcı        |
| 3     | Belarus       | Alexei Dubko        |
| 5     | Polen         | Radosław Baran      |
| 5     | Moldau        | Nicolai Ceban       |
|       |               |                     |
| 11    | Deutschland   | Oldrik Wagner       |

Datum: April 2010

Titelverteidiger: Chetag Gasjumow, Aserbaidschan

Teilnehmer: 15

#### Kategorie bis 120 kg
| Platz | Land        | Sportler             |
| ----- | ----------- | -------------------- |
| 1     | Russland    | Biljal Machow        |
| 2     | Türkei      | Fatih Çakıroğlu      |
| 3     | Belarus     | Alexei Schemarow     |
| 3     | Bulgarien   | Dimitar Kumtschew    |
| 5     | Polen       | Bartłomiej Bartnicki |
| 5     | Ukraine     | Iwan Ischtschenko    |
|       |             |                      |
| 12    | Deutschland | Johannes Kessel      |

Datum: April 2010

Titelverteidiger: Ali Issajew, Aserbaidschan

Teilnehmer: 15

Titelverteidiger Ali Issajew wurde nach einer Niederlage im Auftaktkampf gegen Alexei Schemarow aus der Ukraine nur 14. Im Finale gewann Biljal Machow aus Russland in drei Runden gegen den Türken Fatih Çakıroğlu. Der 22-jährige zweifache Weltmeister gewann damit bei seinem EM-Debüt gleich die Goldmedaille.

### Medaillenspiegel
| Rang | Land           | Gold | Silber | Bronze | Fünfter |
| ---- | -------------- | ---- | ------ | ------ | ------- |
| 1    | Russland       | 4    | 1      | 1      | 0       |
| 2    | Aserbaidschan  | 3    | 1      | 1      | 0       |
| 3    | Bulgarien      | 0    | 2      | 2      | 1       |
| 4    | Georgien       | 0    | 2      | 1      | 1       |
| 5    | Türkei         | 0    | 1      | 2      | 0       |
| 6    | Belarus        | 0    | 0      | 2      | 1       |
| 7    | Moldau         | 0    | 0      | 1      | 2       |
|      | Polen          | 0    | 0      | 1      | 2       |
|      | Ukraine        | 0    | 0      | 1      | 2       |
| 10   | Rumänien       | 0    | 0      | 1      | 1       |
|      | Deutschland    | 0    | 0      | 1      | 1       |
| 12   | Finnland       | 0    | 0      | 0      | 1       |
|      | Italien        | 0    | 0      | 0      | 1       |
|      | Nordmazedonien | 0    | 0      | 0      | 1       |

## Freistil, Frauen

### Ergebnisse

#### Kategorie bis 48 kg
| Platz | Land                   | Sportler         |
| ----- | ---------------------- | ---------------- |
| 1     | Russland               | Lorissa Oorschak |
| 2     | Vereinigtes Königreich | Jana Stadnik     |
| 3     | Frankreich             | Mélanie Lesaffre |
| 3     | Polen                  | Iwona Matkowska  |
| 5     | Slowakei               | Lenka Matejova   |
| 5     | Türkei                 | Filiz Cikrikci   |

Datum: 16. April 2010

Titelverteidiger: Maria Stadnik, Aserbaidschan

Teilnehmer: 12

#### Kategorie bis 51 kg
| Platz | Land        | Sportler             |
| ----- | ----------- | -------------------- |
| 1     | Schweden    | Sofia Mattsson       |
| 2     | Rumänien    | Estera Dobre         |
| 3     | Ukraine     | Oleksandra Kohut     |
| 3     | Deutschland | Alexandra Engelhardt |
| 5     | Moldau      | Natalia Budu         |
| 5     | Finnland    | Tiina Ylinen         |
|       |             |                      |
| 12    | Schweiz     | Nadine Tokar         |

Datum: 15. April 2010

Titelverteidiger: Jekaterina Krasnowa, Russland

Teilnehmer: 17

#### Kategorie bis 55 kg
| Platz | Land     | Sportler              |
| ----- | -------- | --------------------- |
| 1     | Lettland | Anastasija Grigorjeva |
| 2     | Russland | Natalja Golz          |
| 3     | Polen    | Agata Pietrzyk        |
| 3     | Rumänien | Ana Maria Pavăl       |
| 5     | Türkei   | Dilek Atakol          |
| 5     | Italien  | Valentina Minguzzi    |

Datum: 16. April 2010

Titelverteidiger: Nataliya Sinişin, Ukraine

Teilnehmer: 14

#### Kategorie bis 59 kg
| Platz | Land          | Sportler            |
| ----- | ------------- | ------------------- |
| 1     | Aserbaidschan | Sona Ahmadli        |
| 2     | Bulgarien     | Tajbe Jusein        |
| 3     | Ungarn        | Marianna Sastin     |
| 3     | Frankreich    | Maryem Selloum      |
| 5     | Norwegen      | Gudrun Annette Høie |
| 5     | Russland      | Natalja Smirnowa    |
| 7     | Deutschland   | Yvonne Englich-Hees |

Datum: 15. April 2010

Titelverteidiger: Johanna Mattsson, Schweden

Teilnehmer: 11

#### Kategorie bis 63 kg
| Platz | Land          | Sportler                     |
| ----- | ------------- | ---------------------------- |
| 1     | Russland      | Ljubow Michailowna Wolossowa |
| 2     | Frankreich    | Audrey Prieto                |
| 3     | Ukraine       | Julija Ostaptschuk           |
| 3     | Bulgarien     | Elina Wasewa                 |
| 5     | Belarus       | Hanna Beljajewa              |
| 5     | Aserbaidschan | Olesja Tsamula               |
|       |               |                              |
| 10    | Deutschland   | Stefanie Stüber              |
| 10    | Österreich    | Stefanie Maierhofer          |
|       |               |                              |
| 18    | Schweiz       | Karin Stingelin              |

Datum: 16. April 2010

Titelverteidiger: Monika Michalik, Polen

Teilnehmer: 18

#### Kategorie bis 67 kg
| Platz | Land          | Sportler             |
| ----- | ------------- | -------------------- |
| 1     | Aserbaidschan | Nadeschda Semenzowa  |
| 2     | Ukraine       | Kateryna Burmistrowa |
| 3     | Russland      | Alena Kartatschowa   |
| 3     | Belarus       | Irina Tsyrkewitsch   |
| 5     | Schweden      | Sandra Mäkelä        |
| 5     | Polen         | Paulina Grabowska    |

Datum: 15. April 2010

Titelverteidiger: Kateryna Burmistrowa, Ukraine

Teilnehmer: 10

#### Kategorie bis 72 kg
| Platz | Land        | Sportler                         |
| ----- | ----------- | -------------------------------- |
| 1     | Bulgarien   | Stanka Slatewa                   |
| 2     | Russland    | Jekaterina Bukina                |
| 3     | Schweden    | Emma Weberg                      |
| 3     | Spanien     | Maider Unda Gonzales de Audicana |
| 5     | Ukraine     | Swetlana Sajenko                 |
| 5     | Österreich  | Marina Gastl                     |
|       |             |                                  |
| 12    | Deutschland | Maria Müller                     |

Datum: 16. April 2010

Titelverteidiger: Stanka Slatewa, Bulgarien

Teilnehmer: 12

### Medaillenspiegel
| Rang | Land                   | Gold | Silber | Bronze | Fünfter |
| ---- | ---------------------- | ---- | ------ | ------ | ------- |
| 1    | Russland               | 2    | 2      | 1      | 1       |
| 2    | Aserbaidschan          | 2    | 0      | 0      | 1       |
| 3    | Bulgarien              | 1    | 1      | 1      | 0       |
| 4    | Schweden               | 1    | 0      | 1      | 1       |
| 5    | Lettland               | 1    | 0      | 0      | 0       |
| 6    | Ukraine                | 0    | 1      | 2      | 1       |
| 7    | Frankreich             | 0    | 1      | 2      | 0       |
| 8    | Rumänien               | 0    | 1      | 1      | 0       |
| 9    | Vereinigtes Königreich | 0    | 1      | 0      | 0       |
| 10   | Polen                  | 0    | 0      | 2      | 1       |
| 11   | Belarus                | 0    | 0      | 1      | 1       |
| 12   | Ungarn                 | 0    | 0      | 1      | 0       |
|      | Deutschland            | 0    | 0      | 1      | 0       |
|      | Spanien                | 0    | 0      | 1      | 0       |
| 15   | Türkei                 | 0    | 0      | 0      | 2       |
| 16   | Slowakei               | 0    | 0      | 0      | 1       |
|      | Moldau                 | 0    | 0      | 0      | 1       |
|      | Italien                | 0    | 0      | 0      | 1       |
|      | Österreich             | 0    | 0      | 0      | 1       |
|      | Finnland               | 0    | 0      | 0      | 1       |
|      | Norwegen               | 0    | 0      | 0      | 1       |

## Griechisch-römisch, Männer

### Ergebnisse

#### Kategorie bis 55 kg
| Platz | Land          | Sportler             |
| ----- | ------------- | -------------------- |
| 1     | Aserbaidschan | Elçin Əliyev         |
| 2     | Russland      | Nasir Mankijew       |
| 3     | Ungarn        | Peter Modos          |
| 3     | Ukraine       | Wugar Ragimow        |
| 5     | Bulgarien     | Alexandar Kostadinow |
| 5     | Georgien      | Lascha Gogitadse     |
|       |               |                      |
| 19    | Deutschland   | Oliver Runge         |

Datum: 17. April 2010

Titelverteidiger: Jani Haapamäki, Finnland

Teilnehmer: 20

#### Kategorie bis 60 kg
| Platz | Land          | Sportler            |
| ----- | ------------- | ------------------- |
| 1     | Aserbaidschan | Həsən Əliyev        |
| 2     | Ukraine       | Konstantin Balitski |
| 3     | Kroatien      | Tonimir Sokol       |
| 3     | Russland      | Sajur Kuramagomedow |
| 5     | Rumänien      | Eusebiu Diaconu     |
| 5     | Türkei        | Söner Sucu          |
|       |               |                     |
| 11    | Schweiz       | Patrick Stadelmann  |
|       |               |                     |
| 15    | Deutschland   | Bengt Trageser      |

Datum: 17. April 2010

Titelverteidiger: Islambek Albijew, Russland

Teilnehmer: 17

#### Kategorie bis 66 kg
| Platz | Land        | Sportler               |
| ----- | ----------- | ---------------------- |
| 1     | Russland    | Ambako Watschadse      |
| 2     | Rumänien    | Ionuț Panait           |
| 3     | Frankreich  | Steeve Guénot          |
| 3     | Ungarn      | Tamás Lőrincz          |
| 5     | Georgien    | Antoni Mamagejischwili |
| 5     | Ukraine     | Sergei Krasilnikow     |
|       |             |                        |
| 12    | Deutschland | Frank Stäbler          |
|       |             |                        |
| 20    | Schweiz     | Pascal Strebel         |
|       |             |                        |
| 25    | Österreich  | Matthias Kathan        |

Datum: 17. April 2010

Titelverteidiger: Ambako Watschadse, Russland

Teilnehmer: 27

#### Kategorie bis 74 kg
| Platz | Land          | Sportler            |
| ----- | ------------- | ------------------- |
| 1     | Belarus       | Aljaksandr Kikinjou |
| 2     | Aserbaidschan | Elwin Mursalijew    |
| 3     | Ungarn        | Péter Bácsi         |
| 3     | Ukraine       | Dimitri Pyschkow    |
| 5     | Tschechien    | Tomas Sobecky       |
| 5     | Russland      | Ruslan Belcharojew  |
|       |               |                     |
| 9     | Schweiz       | Murat Argin         |
|       |               |                     |
| 21    | Deutschland   | Damian Hartmann     |

Datum: 17. April 2010

Titelverteidiger: Arsen Dschulfalakjan, Armenien

Teilnehmer: 24

#### Kategorie bis 84 kg
| Platz | Land        | Sportler         |
| ----- | ----------- | ---------------- |
| 1     | Türkei      | Nazmi Avluca     |
| 2     | Russland    | Alexei Mischin   |
| 3     | Deutschland | Jan Fischer      |
| 3     | Frankreich  | Mélonin Noumonvi |
| 5     | Kroatien    | Nenad Žugaj      |
| 5     | Ukraine     | Anton Babko Maly |
|       |             |                  |
| 12    | Österreich  | Amer Hrustanovic |

Datum: 18. April 2010

Titelverteidiger: Alexei Mischin, Russland

Teilnehmer: ?

#### Kategorie bis 96 kg
| Platz | Land        | Sportler               |
| ----- | ----------- | ---------------------- |
| 1     | Russland    | Aslanbek Chuschtow     |
| 2     | Belarus     | Timofei Dseinitschenko |
| 3     | Georgien    | Soso Jabidse           |
| 3     | Türkei      | Cenk İldem             |
| 5     | Polen       | Andrzej Deberny        |
| 5     | Deutschland | Mirko Englich          |

Datum: 18. April 2010

Titelverteidiger: Aslanbek Chuschtow, Russland

Teilnehmer: 20

#### Kategorie bis 120 kg
| Platz | Land        | Sportler            |
| ----- | ----------- | ------------------- |
| 1     | Türkei      | Rıza Kayaalp        |
| 2     | Serbien     | Radomir Petkovic    |
| 3     | Schweden    | Johan Eurén         |
| 3     | Litauen     | Mindaugas Mizgaitis |
| 5     | Israel      | Vladimir Guralski   |
| 5     | Bulgarien   | Iwan Iwanow         |
|       |             |                     |
| 15    | Deutschland | Ralf Böhringer      |

Datum: 18. April 2010

Titelverteidiger: Juri Patrikejew, Armenien

Teilnehmer: 18

### Medaillenspiegel
| Rang | Land          | Gold | Silber | Bronze | Fünfter |
| ---- | ------------- | ---- | ------ | ------ | ------- |
| 1    | Russland      | 2    | 2      | 1      | 1       |
| 2    | Aserbaidschan | 2    | 1      | 0      | 0       |
| 3    | Türkei        | 2    | 0      | 1      | 1       |
| 4    | Belarus       | 1    | 1      | 0      | 0       |
| 5    | Ukraine       | 0    | 1      | 2      | 2       |
| 6    | Rumänien      | 0    | 1      | 0      | 1       |
| 7    | Serbien       | 0    | 1      | 0      | 0       |
| 8    | Ungarn        | 0    | 0      | 3      | 0       |
| 9    | Frankreich    | 0    | 0      | 2      | 0       |
| 10   | Georgien      | 0    | 0      | 1      | 2       |
| 11   | Kroatien      | 0    | 0      | 1      | 1       |
|      | Deutschland   | 0    | 0      | 1      | 1       |
| 13   | Litauen       | 0    | 0      | 1      | 0       |
|      | Schweden      | 0    | 0      | 1      | 0       |
| 15   | Bulgarien     | 0    | 0      | 0      | 3       |
| 16   | Tschechien    | 0    | 0      | 0      | 1       |
|      | Israel        | 0    | 0      | 0      | 1       |

## Gesamter Medaillenspiegel
Zusammengeführter Medaillenspiegel aller drei Stilarten, die bei der Europameisterschaft 2010 in Baku ausgetragen werden. Insgesamt wurden 21 Titel vergeben.
| Rang | Land                   | Gold | Silber | Bronze | Fünfter |
| ---- | ---------------------- | ---- | ------ | ------ | ------- |
| 1    | Russland               | 8    | 5      | 3      | 2       |
| 2    | Aserbaidschan          | 7    | 2      | 1      | 1       |
| 3    | Türkei                 | 2    | 1      | 3      | 3       |
| 4    | Bulgarien              | 1    | 3      | 3      | 4       |
| 5    | Belarus                | 1    | 1      | 3      | 2       |
| 6    | Schweden               | 1    | 0      | 2      | 1       |
| 7    | Lettland               | 1    | 0      | 0      | 0       |
| 8    | Ukraine                | 0    | 2      | 5      | 5       |
| 9    | Georgien               | 0    | 2      | 2      | 3       |
| 10   | Rumänien               | 0    | 2      | 2      | 2       |
| 11   | Frankreich             | 0    | 1      | 4      | 0       |
| 12   | Serbien                | 0    | 1      | 0      | 0       |
| 13   | Vereinigtes Königreich | 0    | 1      | 0      | 0       |
| 14   | Ungarn                 | 0    | 0      | 4      | 0       |
| 15   | Polen                  | 0    | 0      | 3      | 3       |
| 16   | Deutschland            | 0    | 0      | 3      | 2       |
| 17   | Moldau                 | 0    | 0      | 1      | 3       |
| 18   | Kroatien               | 0    | 0      | 1      | 1       |
| 19   | Litauen                | 0    | 0      | 1      | 0       |
|      | Spanien                | 0    | 0      | 1      | 0       |
| 21   | Italien                | 0    | 0      | 0      | 2       |
|      | Finnland               | 0    | 0      | 0      | 2       |
| 22   | Israel                 | 0    | 0      | 0      | 1       |
|      | Nordmazedonien         | 0    | 0      | 0      | 1       |
|      | Norwegen               | 0    | 0      | 0      | 1       |
|      | Österreich             | 0    | 0      | 0      | 1       |
|      | Slowakei               | 0    | 0      | 0      | 1       |
|      | Tschechien             | 0    | 0      | 0      | 1       |